# حسن‌آباد (شاهرود)
حسن‌آباد یک روستا در ایران است که در دهستان خرقان (شاهرود) واقع شده‌است.